# ラジっちゃう?
ラジっちゃう？は、栃木放送で2008年4月から2014年11月まで放送されていた、平日午前中の生ワイド番組である。放送は月曜 - 木曜の9:00 - 13:00。2014年12月クール途中での大規模な番組改編を急遽実施したため、カット・アウト的な番組終了に追い込まれ、途中打ち切りの企画が多数発生した。月曜担当の立川志獅丸、水曜担当のギュウゾウは就任からわずか8ヶ月であった。

## 放送時間
- 9:00~13:00(現在　10年4月~）
- 9:00~12:00(過去　08年4月~10年3月)

## パーソナリティー　2014.3～
- 月・火　松井里恵
  - 月　立川志獅丸
  - 火　嶋均三（栃木県方言作家）
- 水・木　高村麻代
  - 水　ギュウゾウ(電撃ネットワーク）
  - 木　関谷忠一

## パーソナリティー　過去（12.4～14年3月）
- 月・火　松井里恵
  - 月　三遊亭歌橘（栃木県出身初の真打、落語家）
  - 火　嶋均三（栃木県方言作家）
- 水・木　福嶋真理子（栃木放送アナウンサー）
  - 水　古川和稔(元コメディアン・現短大準教授）
  - 木　関谷忠一

## パーソナリティー　過去（11年4月~12年3月）
- 月・火メイン　松井里恵
- 月・火　嶋均三（栃木県方言作家）
- 水・木メイン　福嶋真理子（栃木放送アナウンサー）
- 水　古川和稔(元コメディアン・当時は宇都宮短期大学准教授→2014年4月より聖隷クリストファー大学教授）
- 木　関谷忠一

## パーソナリティー　過去（10年4月~11年3月）
- 月~木メイン　松井里恵
- 月・火　嶋均三（栃木県方言作家）
- 水　鈴木智(企業コメンテーター)
- 木　関谷忠一

## パーソナリティー　過去(08年4月~10年3月)
- 月~木メイン　中山湖
- 月　日出ノ国太子郎
- 火　嶋均三
- 水　鈴木智(企業コメンテーター)
- 木　関谷忠一